# Luigi De Manincor
Luigi De Manincor (Rovinj, 14 de julho de 1910 — Varazze, 13 de fevereiro de 1986) foi um velejador italiano, campeão olímpico. Ele competiu nos Jogos Olímpicos de Verão de 1936 na classe 8 Metre e conquistou a medalha de ouro na disputa a bordo do Italia com Giovanni Reggio, Bruno Bianchi, Domenico Mordini, Enrico Poggi e Luigi Poggi. Nos Jogos de 1948, competiu na classe Dragon com o Ausonia e terminou em quinto lugar.